# Kneževina Kurlandija i Semigalija
Kneževina Kurlandija i Semigalija (lat.: Ducatus Curlandiæ et Semigalliæ (njem.: Herzogtum Kurland und Semgallen, 
lit.: Kuršo ir Žiemgalos kunigaikštystė, polj.: Księstwo Kurlandii i Semigalii) bila je vazalna država Velike kneževine Litve (kasnije Poljsko-Litvanske Unije), koja je postojala od 1561. do 1795.

## Povijest
Kneževina je nastala za Livonskoga rata kad je Livonski red shvatio kako nije u mogućnosti obraniti se od naleta vojske ruskoga cara Ivana Groznog, pa je potražio zaštitu od Velike kneževine Litve.
Posljednji veliki majstor Reda Gotthard Kettler pristao je raspustiti red 1561. u zamjenu za zadržavanje zadrži maloga dijela nekadašnje Konfederacije Terre Mariane čiji je jug ionako okupirala Velika kneževina Litva. Taj komadić činile su Kurlandija i Semgalija, zemlje koje je Red okupirao oko 1290.
Tako je nastala mala Kneževina Kurlandija i Semigalija dinastije Kettler, pod sizerenstvom Velike kneževine Litve (od 1569. Poljsko-Litavske Unije).
Kneževina se prostirala na malom teritoriju od 30 000 km², na kojem je na vrhuncu razvoja živjelo oko 200 000 stanovnika.
Zlatne godine kneževine bile su prvo desetljeće vladavine kneza Jakoba Kettlera (vladao 1640. – 1682.) Kettler je poticao osnivanje manufaktura i brodogradilišta pa je tako razvio snažnu mornaricu i unosnu prekomorsku trgovinu. 
Na taj je način njegova prostorno mala kneževina, postala dovoljno bogata i moćna kako bi stekla vlastite kolonije u Karibima (Tobago 1645. – 1665.) i Zapadnoj Africi (Gambija 1651. – 1665.).
Razdoblje blagostanja Kneževine Kurlanije i Semigalije nije trajalo dugo, tek jedno desetljeće. Nekoliko objektivnih razloga i okolnosti doveli su do propasti i gubitka bogatstva i novostečenih kolonija.
Najvažniji faktor bio je Drugi nordijski rat između Kraljevine Švedske i Poljsko-Litavske Unije koji je započeo 1655. Tad se kneževina našla na prvoj liniji fronte, pa su Šveđani zauzeli prijestolnicu Mitau (Jelgavu) i zarobili kneza Jakoba 1658.
Nekoliko godina nakon toga događaja Kneževina je bila paralizirana bez vladara, a zbog ratnih šteta i razaranja, trpjele su i njezine kolonije odsječene od matice, pa je Gambija pala u engleske ruke, a Tobago nekoliko puta izmijenio gospodare.
Nakon završetka rata 1660. knez je oslobođen i pokušao je obnoviti zemlju, čak je nakratko vratio Tobago, ali su zlatne godine Kneževine prošle. 
Nakon smrti Jakoba Kettlera 1682., naslijedio ga je neambiciozni Friedrich Kasimir Kettler, koji je 1693. prodao Tobago Kraljevini Engleskoj.
Nakon Treće podjele Poljske kneževina više nije bila vazal Poljsko-Litavske Unije, već Ruskoga Carstva. Rusi su dinastiju Kettler ostavili na miru, traživši samo njihovo priznanje sizerenstva.
Kad je 1737. umro i posljednji član dinastije Kettler – Ferdinand, ruska carica Ana postavila je za kneza svog miljenika Ernsta Johanna Birona. Vladavina nove dinastije Biron trajala je do 1795. kad je Rusko Carstvo anektiralo kneževinu, organiziravši ju kao guberniju.
Pred sam kraj Prvog svjetskog rata Njemačko Carstvo osnovalo je marionetsko
Vojvodstvo Kurlandije i Semigalije koje je trajalo od 8. ožujka do 22. rujna 1918.

## Vanjske poveznice
- The fall of the Couronian colonization (engl.)